# Tuban
Tuban est une ville d’Indonésie, chef-lieu du kabupaten de Tuban, dans la province de Java oriental.
Elle est située sur la côte nord de l’île de Java, à environ 100 km à l'ouest de Surabaya.